# Olga Levenkova
Olga Levenkova (née le 11 janvier 1984 à Kemerovo) est une athlète russe spécialiste de l'heptathlon. 

## Biographie

### Palmarès
| Date | Compétition                    | Lieu     | Résultat | Épreuve    | Performance  |
| ---- | ------------------------------ | -------- | -------- | ---------- | ------------ |
| 2002 | Championnats du monde juniors  | Kingston | 3e       | Heptathlon | 5 712 points |
| 2003 | Championnats d'Europe juniors  | Tampere  | 1re      | Heptathlon | 5 748 points |
| 2005 | Championnats d'Europe espoirs  | Erfurt   | 3e       | Heptathlon | 5 950 points |
| 2006 | Championnats du monde en salle | Moscou   | 3e       | Pentathlon | 4 579 points |

### Records
| Épreuve               | Performance | Lieu   | Date           |
| --------------------- | ----------- | ------ | -------------- |
| Heptathlon            | 6 231 pts   | Götzis | 28 mai 2006    |
| Pentathlon (en salle) | 4 713 pts   | Moscou | 4 février 2006 |